# Liste der Vizegouverneure von New York
Das Amt des Vizegouverneurs (Lieutenant Governor) im US-Bundesstaat New York besteht seit der Staatsgründung im Jahr 1777. 
Der jeweilige Amtsinhaber ist erster Nachfolger des Gouverneurs, falls dieser zurücktritt, verstirbt oder seines Postens enthoben wird. Zuletzt trat dieser Fall im Jahr 2021 ein, als Gouverneur Andrew Cuomo zurücktrat und Kathy Hochul ins Amt nachrückte. Außerdem steht der Vizegouverneur dem Staatssenat als Präsident vor. Die Kandidaten einer Partei für die Ämter des Gouverneurs und Vizegouverneurs stellen sich seit 1954 gemeinsam zur Wahl und können nur als „Liste“ zusammen gewählt werden. Vorher wurden Gouverneur und der Vizegouverneur unabhängig voneinander gewählt. Das letzte Mal, dass der Vize-Kandidat des gewählten Gouverneurs die Wahl verlor, war 1924, als Demokrat Al Smith wiedergewählt wurde, sein Stellvertreter George R. Lunn aber vom Republikaner Seymour Lowman geschlagen wurde. Tritt im Amt des Vizegouverneurs eine Vakanz ein, so übernimmt der Präsident pro tempore (fast immer der Vorsitzende der Mehrheitsfraktion) des Staatssenats die Aufgaben des Vizegouverneurs. (Diese sind in der Liste mit * markiert.) Im Falle einer Doppelvakanz übernimmt der Präsident pro tempore kommissarisch das Gouverneursamt, bleibt aber gleichzeitig Senatspräsident. Im Falle einer dreifachen Vakanz übernimmt der Speaker der State Assembly kommissarisch das Gouverneursamt, bleibt aber gleichzeitig im Amt als Speaker und rückt nicht in das Vizegouverneursamt nach.

## Bundesstaat New York
| Name                        | Amtszeit  | Partei                |
| --------------------------- | --------- | --------------------- |
| Pierre Van Cortlandt        | 1777–1795 | Democratic Republican |
| Stephen Van Rensselaer III. | 1795–1801 | Föderalist            |
| Jeremiah Van Rensselaer     | 1801–1804 | Democratic Republican |
| John Broome                 | 1804–1810 | Democratic Republican |
| John Tayler*                | 1811      | Democratic Republican |
| DeWitt Clinton              | 1811–1813 | Democratic Republican |
| John Tayler                 | 1813–1817 | Democratic Republican |
| Philetus Swift*             | 1817      | Democratic Republican |
| John Tayler                 | 1817–1822 | Democratic Republican |
| Erastus Root                | 1823–1824 | Democratic Republican |
| James Tallmadge             | 1825–1826 | Democratic Republican |
| Nathaniel Pitcher           | 1827–1828 | Democratic Republican |
| Peter Robert Livingston*    | 1828      | Democratic Republican |
| Charles Dayan*              | 1828      | Democratic Republican |
| Enos Thompson Throop        | 1829      | Demokrat              |
| Charles Stebbins*           | 1829      | Demokrat              |
| William Morrison Oliver*    | 1830      | Demokrat              |
| Edward Philip Livingston    | 1831–1832 | Demokrat              |
| John Tracy                  | 1833–1838 | Demokrat              |
| Luther Bradish              | 1839–1842 | Whig                  |
| Daniel Stevens Dickinson    | 1843–1844 | Demokrat              |
| Addison Gardiner            | 1845–1847 | Demokrat              |
| Albert Lester*              | 1847      | Demokrat              |
| Hamilton Fish               | 1848      | Whig                  |
| George Washington Patterson | 1849–1850 | Whig                  |
| Sanford Elias Church        | 1851–1854 | Demokrat              |
| Henry Jarvis Raymond        | 1855–1856 | Whig                  |
| Henry Rogers Selden         | 1857–1858 | Republikaner          |
| Robert Campbell             | 1859–1862 | Republikaner          |
| David Richard Floyd-Jones   | 1863–1864 | Demokrat              |
| Thomas Gold Alvord          | 1865–1866 | Republikaner          |
| Stewart Lyndon Woodford     | 1867–1868 | Republikaner          |
| Allen Carpenter Beach       | 1869–1872 | Demokrat              |
| John Cleveland Robinson     | 1873–1874 | Republikaner          |
| William Dorsheimer          | 1875–1879 | Demokrat              |
| George Gilbert Hoskins      | 1880–1882 | Republikaner          |
| David Bennett Hill          | 1883–1885 | Demokrat              |
| Dennis McCarthy*            | 1885      | Republikaner          |
| Edward Franc Jones          | 1886–1891 | Demokrat              |
| William F. Sheehan          | 1892–1894 | Demokrat              |
| Charles Terry Saxton        | 1895–1896 | Republikaner          |
| Timothy Lester Woodruff     | 1897–1902 | Republikaner          |
| Frank Wayland Higgins       | 1903–1904 | Republikaner          |
| Matthew Linn Bruce          | 1905–1906 | Republikaner          |
| John Raines*                | 1906      | Republikaner          |
| Lewis Stuyvesant Chanler    | 1907–1908 | Demokrat              |
| Horace White                | 1909–1910 | Republikaner          |
| George Henry Cobb*          | 1910      | Republikaner          |
| Thomas Franklin Conway      | 1911–1912 | Demokrat              |
| Martin Henry Glynn          | 1913      | Demokrat              |
| Robert Ferdinand Wagner*    | 1913–1914 | Demokrat              |
| Edward Schoeneck            | 1915–1918 | Republikaner          |
| Harry Clay Walker           | 1919–1920 | Demokrat              |
| Jeremiah Wood               | 1921–1922 | Republikaner          |
| Clayton Riley Lusk*         | 1922      | Republikaner          |
| George Richard Lunn         | 1923–1924 | Demokrat              |
| Seymour Lowman              | 1925–1926 | Republikaner          |
| Edwin Corning               | 1927–1928 | Demokrat              |
| Herbert Henry Lehman        | 1929–1932 | Demokrat              |
| M. William Bray             | 1933–1938 | Demokrat              |
| Charles Poletti             | 1939–1942 | Demokrat              |
| Joseph Rhodes Hanley*       | 1942      | Republikaner          |
| Thomas W. Wallace           | 1943      | Republikaner          |
| Joseph Rhodes Hanley        | 1943–1950 | Republikaner          |
| Frank Charles Moore         | 1951–1953 | Republikaner          |
| Arthur H. Wicks*            | 1953      | Republikaner          |
| Walter J. Mahoney*          | 1954      | Republikaner          |
| George Benjamin DeLuca      | 1955–1958 | Demokrat              |
| Charles Malcolm Wilson      | 1959–1973 | Republikaner          |
| Warren Mattice Anderson*    | 1973–1974 | Republikaner          |
| Mary Anne Krupsak           | 1975–1978 | Demokrat              |
| Mario Matthew Cuomo         | 1979–1982 | Demokrat              |
| Alfred B. DelBello          | 1983–1985 | Demokrat              |
| Warren Mattice Anderson*    | 1985–1986 | Republikaner          |
| Stanley Nelson Lundine      | 1987–1994 | Demokrat              |
| Betsy McCaughey Ross        | 1995–1998 | Republikaner          |
| Mary O’Connor Donohue       | 1999–2006 | Republikaner          |
| David Alexander Paterson    | 2007–2008 | Demokrat              |
| Joseph L. Bruno*            | 2008      | Republikaner          |
| Dean G. Skelos*             | 2008      | Republikaner          |
| Malcolm A. Smith*           | 2009      | Demokrat              |
| Pedro Espada Jr.*           | 2009      | Demokrat              |
| Malcolm A. Smith*           | 2009      | Demokrat              |
| Richard Ravitch             | 2009–2010 | Demokrat              |
| Robert John Duffy           | 2011–2014 | Demokrat              |
| Kathy Hochul                | 2015–2021 | Demokrat              |
| Andrea Stewart-Cousins*     | 2021      | Demokrat              |
| Brian Benjamin              | 2021–2022 | Demokrat              |
| Andrea Stewart-Cousins*     | 2022      | Demokrat              |
| Antonio Delgado             | seit 2022 | Demokrat              |